# Aliscans

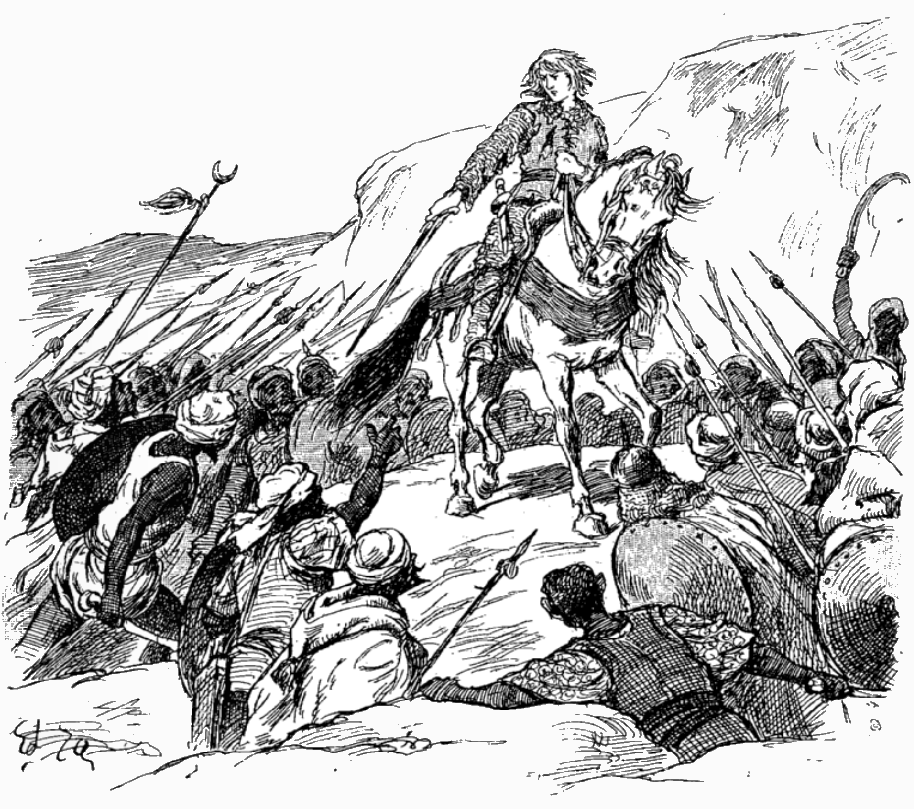
Vivien in Aliscans. Illustratie door Édouard Zier in het boek Futurs chevaliers van Noémi Balleyguier.

Aliscans of Aleschans is een laat 12e-eeuws chanson de geste, geschreven in het Picardisch. Het centrale thema is de vreselijke strijd die zich afspeelt tussen de christelijke en Saraceense legers in een plaats genaamd "Aliscans", gelegen in het zuiden van Frankrijk. De hoofdpersoon van dit epische gedicht is Guillaume d'Orange, gebaseerd op de echte Guillaume de Gellone.

## Inhoud
Aliscans vertelt het fictieve verhaal van de rampzalige slag die christelijke legers in het Franse Aliscans leveren met de 'heidense' Saracenen. Vivien, de neef van Guillaume d'Orange komt hierbij om het leven. Na deze verschrikkelijke nederlaag voor de Fransen doorkruist Guillaume het koninkrijk om troepen te verzamelen. Hij slaagt er uiteindelijk in om de Saraceense legers te verslaan in een tweede slag om Aliscans.
Hetzelfde verhaal wordt ook in een minder ontwikkelde vorm verteld in een ouder chanson de geste: La Chanson de Guillaume  (Chançun de Willame), dat pas werd herontdekt aan het begin van de twintigste eeuw. Het is zeker de bron van het gedicht Willehalm van Wolfram von Eschenbach, dat hetzelfde verhaal vertelt.
Aliscans behoort tot de Guillaume Gellone- cyclus (of Cycle de Guillaume). Het is geschreven in het Picardisch en omvat ongeveer 8000 decasyllabi (versregels van ten lettergrepen). Het werd samengesteld rond 1180-1190 en is bewaard gebleven in dertien manuscripten, terwijl nog twee andere handschriften fragmenten ervan bevatten.

## Structuur
Men kan drie delen in het werk onderscheiden. Het eerste behandelt de strijd van Aliscans, eindigend met de verschrikkelijke nederlaag van de Frankische ridders en de tragische dood van Vivien. Het tweede bevat de terugkeer van Guillaume en zijn moeilijke zoektocht naar een nieuw leger. Het derde deel vertelt over de overwinning van Guillaume met de hulp van Renouard. Dit laatste deel onderscheidt zich van de twee vorige pessimistische gedeelten door de optimistische, haast komische toon waarin het geschreven is. 
Vooral het gedeelte over de dood van Vivien, met zijn oom Guillaume aan zijn zijde, is bijzonder lang: de klacht (planctus) van Guillaume nabij zijn stervende neef neemt meer dan 250 versregels in beslag. 
Aliscans wordt voorafgegaan door een ander episch gedicht, La Chevalerie Vivien (het Ridderschap van Vivien), dat dient als proloog. Aliscans zelf begint in medias res, midden in het gevecht, en de proloog over Vivien is dus bedoeld om deze slag en de woede van de strijders te verklaren.
De vroegste gedrukte editie door de Nederlandse historicus Willem Jozef Andreas Jonckben zag het licht in 1854.